# هوديني (برمجية)
هوديني (بالإنجليزية: Houdini)‏ هي برمجية رسومات حاسوبية ثلاثية الأبعاد تطورها سايد إف إكس.

## وصلات خارجية
- الموقع الرسمي